# Кастедо, Сантьяго
Сантья́го Касте́до Рибе́ра (исп. Santiago Castedo Ribera; род. 23 июля 2005) — боливийский футболист, нападающий клуба «Блуминг».

## Клубная карьера
Кастедо — воспитанник клуба «Блуминг». 4 декабря 2024 года в матче против «Аурора» он дебютировал в боливийской Примеры.

## Международная карьера
В 2025 году Кастедо в составе молодёжной сборной Боливии принял участие в молодёжном чемпионате Южной Америки в Венесуэле. На турнире он сыграл в матчах против команд Эквадора, Бразилии, Аргентины и Колумбии.